# 草刈親明
草刈 親明（くさかり しんめい、1856年8月9日（安政3年7月9日） - 1904年（明治37年）2月6日）は、明治期の政治家、弁護士。衆議院議員、群馬県知事。

## 経歴
陸奥国宮城郡仙台に生まれる。1877年、仙台師範学校を卒業。
1894年3月、第3回衆議院議員総選挙に宮城県第一区から自由党に所属して出馬し当選。第4回総選挙でも当選し、衆議院議員を二期務めた。
1898年7月、群馬県知事に就任。公娼再設置を独断で決定して告示し大問題となる。その責任を問われ同年12月22日に知事を辞任した。その後、弁護士となる。